# 21기 KBS 바둑왕전
21기 KBS 바둑왕전은 한국방송공사의 TV 속기전이 참가한 국내 바둑 기전이다. 결승에서는 이창호 九단이 이상훈 (大) 七단을 2대 1로 꺾고 통산 6회 우승을 차지했다.

## 대진표

### 승자조,패자조
| 김성룡 七단     | 김성룡 七단     | 나종훈 四단     | 이창호 九단     | 이창호 九단     | 이창호 九단 | 이창호 九단     | 이창호 九단 | 이창호 九단 (2:1) |
| 유재성 二단     | 김성룡 七단     | 나종훈 四단     | 이창호 九단     | 이창호 九단     | 이창호 九단 | 이창호 九단     | 이창호 九단 | 이창호 九단 (2:1) |
| 나종훈 四단     |                 | 나종훈 四단     | 이창호 九단     | 이창호 九단     | 이창호 九단 | 이창호 九단     | 이창호 九단 | 이창호 九단 (2:1) |
| 박승철 二단     | 박승철 二단     | 이창호 九단     | 이창호 九단     | 이창호 九단     | 이창호 九단 | 이창호 九단     | 이창호 九단 | 이창호 九단 (2:1) |
| 최철한 四단     | 박승철 二단     | 이창호 九단     | 이창호 九단     | 이창호 九단     | 이창호 九단 | 이창호 九단     | 이창호 九단 | 이창호 九단 (2:1) |
| 이창호 九단     |                 | 이창호 九단     | 이창호 九단     | 이창호 九단     | 이창호 九단 | 이창호 九단     | 이창호 九단 | 이창호 九단 (2:1) |
| 이성재 六단     | 이성재 六단     | 이성재 六단     | 서능욱 九단     | 이창호 九단     | 이창호 九단 | 이창호 九단     | 이창호 九단 | 이창호 九단 (2:1) |
| 안달훈 四단     | 이성재 六단     | 이성재 六단     | 서능욱 九단     | 이창호 九단     | 이창호 九단 | 이창호 九단     | 이창호 九단 | 이창호 九단 (2:1) |
| 이상훈(小) 三단 |                 | 이성재 六단     | 서능욱 九단     | 이창호 九단     | 이창호 九단 | 이창호 九단     | 이창호 九단 | 이창호 九단 (2:1) |
| 양재호 九단     | 이상훈(大) 七단 | 서능욱 九단     | 서능욱 九단     | 이창호 九단     | 이창호 九단 | 이창호 九단     | 이창호 九단 | 이창호 九단 (2:1) |
| 이상훈(大) 七단 | 이상훈(大) 七단 | 서능욱 九단     | 서능욱 九단     | 이창호 九단     | 이창호 九단 | 이창호 九단     | 이창호 九단 | 이창호 九단 (2:1) |
| 서능욱 九단     |                 | 서능욱 九단     | 서능욱 九단     | 이창호 九단     | 이창호 九단 | 이창호 九단     | 이창호 九단 | 이창호 九단 (2:1) |
| 김성래 二단     | 안영길 四단     | 안영길 四단     | 안영길 四단     | 장주주 九단     | 이창호 九단 | 이창호 九단     | 이창호 九단 | 이창호 九단 (2:1) |
| 안영길 四단     | 안영길 四단     | 안영길 四단     | 안영길 四단     | 장주주 九단     | 이창호 九단 | 이창호 九단     | 이창호 九단 | 이창호 九단 (2:1) |
| 김강근 四단     |                 | 안영길 四단     | 안영길 四단     | 장주주 九단     | 이창호 九단 | 이창호 九단     | 이창호 九단 | 이창호 九단 (2:1) |
| 염정훈 四단     | 염정훈 四단     | 염정훈 四단     | 안영길 四단     | 장주주 九단     | 이창호 九단 | 이창호 九단     | 이창호 九단 | 이창호 九단 (2:1) |
| 최명훈 八단     | 염정훈 四단     | 염정훈 四단     | 안영길 四단     | 장주주 九단     | 이창호 九단 | 이창호 九단     | 이창호 九단 | 이창호 九단 (2:1) |
| 이세돌 九단     |                 | 염정훈 四단     | 안영길 四단     | 장주주 九단     | 이창호 九단 | 이창호 九단     | 이창호 九단 | 이창호 九단 (2:1) |
| 김영환 六단     | 김영환 六단     | 목진석 六단     | 장주주 九단     | 장주주 九단     | 이창호 九단 | 이창호 九단     | 이창호 九단 | 이창호 九단 (2:1) |
| 김승준 七단     | 김영환 六단     | 목진석 六단     | 장주주 九단     | 장주주 九단     | 이창호 九단 | 이창호 九단     | 이창호 九단 | 이창호 九단 (2:1) |
| 목진석 六단     |                 | 목진석 六단     | 장주주 九단     | 장주주 九단     | 이창호 九단 | 이창호 九단     | 이창호 九단 | 이창호 九단 (2:1) |
| 장주주 九단     | 장주주 九단     | 장주주 九단     | 장주주 九단     | 장주주 九단     | 이창호 九단 | 이창호 九단     | 이창호 九단 | 이창호 九단 (2:1) |
| 강만우 八단     | 장주주 九단     | 장주주 九단     | 장주주 九단     | 장주주 九단     | 이창호 九단 | 이창호 九단     | 이창호 九단 | 이창호 九단 (2:1) |
| 이재웅 初단     |                 | 장주주 九단     | 장주주 九단     | 장주주 九단     | 이창호 九단 | 이창호 九단     | 이창호 九단 | 이창호 九단 (2:1) |
| 패자조          |                 |                 |                 |                 |             |                 |             | 이창호 九단 (2:1) |
| 패자 1회전      | 패자 1회전      | 패자 2회전      | 패자 3회전      | 패자 4회전      | 패자 준결승 | 패자 결승       |             | 이창호 九단 (2:1) |
| 김성룡 七단     | 김성룡 七단     | 김성룡 七단     | 김성룡 七단     | 김성룡 七단     | 김성룡 七단 | 이상훈(大) 七단 |             | 이창호 九단 (2:1) |
| 이재웅 初단     | 김성룡 七단     | 김성룡 七단     | 김성룡 七단     | 김성룡 七단     | 김성룡 七단 | 이상훈(大) 七단 |             | 이창호 九단 (2:1) |
| 이성재 七단     |                 | 김성룡 七단     | 김성룡 七단     | 김성룡 七단     | 김성룡 七단 | 이상훈(大) 七단 |             | 이창호 九단 (2:1) |
| 박승철 二단     | 김영환 六단     | 염정훈 四단     | 김성룡 七단     | 김성룡 七단     | 김성룡 七단 | 이상훈(大) 七단 |             | 이창호 九단 (2:1) |
| 김영환 六단     | 김영환 六단     | 염정훈 四단     | 김성룡 七단     | 김성룡 七단     | 김성룡 七단 | 이상훈(大) 七단 |             | 이창호 九단 (2:1) |
| 염정훈 四단     |                 | 염정훈 四단     | 김성룡 七단     | 김성룡 七단     | 김성룡 七단 | 이상훈(大) 七단 |             | 이창호 九단 (2:1) |
| 서능욱 九단     |                 |                 |                 | 김성룡 七단     | 김성룡 七단 | 이상훈(大) 七단 |             | 이창호 九단 (2:1) |
| 이상훈(小) 三단 | 이세돌 三단     | 목진석 六단     | 이상훈(大) 七단 | 이상훈(大) 七단 | 김성룡 七단 | 이상훈(大) 七단 |             | 이창호 九단 (2:1) |
| 이세돌 三단     | 이세돌 三단     | 목진석 六단     | 이상훈(大) 七단 | 이상훈(大) 七단 | 김성룡 七단 | 이상훈(大) 七단 |             | 이창호 九단 (2:1) |
| 목진석 六단     |                 | 목진석 六단     | 이상훈(大) 七단 | 이상훈(大) 七단 | 김성룡 七단 | 이상훈(大) 七단 |             | 이창호 九단 (2:1) |
| 이상훈(大) 七단 | 이상훈(大) 七단 | 이상훈(大) 七단 | 이상훈(大) 七단 | 이상훈(大) 七단 | 김성룡 七단 | 이상훈(大) 七단 |             | 이창호 九단 (2:1) |
| 김강근 四단     | 이상훈(大) 七단 | 이상훈(大) 七단 | 이상훈(大) 七단 | 이상훈(大) 七단 | 김성룡 七단 | 이상훈(大) 七단 |             | 이창호 九단 (2:1) |
| 나종훈 四단     |                 | 이상훈(大) 七단 | 이상훈(大) 七단 | 이상훈(大) 七단 | 김성룡 七단 | 이상훈(大) 七단 |             | 이창호 九단 (2:1) |
| 안영길 四단     |                 |                 |                 | 이상훈(大) 七단 | 김성룡 七단 | 이상훈(大) 七단 |             | 이창호 九단 (2:1) |
| 장주주 九단     |                 |                 |                 |                 |             | 이상훈(大) 七단 |             | 이창호 九단 (2:1) |

## 대국 결과
- 굵은 글씨는 대국 결과 중에서 공배를 메워 계가한 것을 기준으로 한다

### 예선
| 대진          | 연도   | 대국일자  | 승자        | 패자        | 결과 | 기보 |
| ------------- | ------ | --------- | ----------- | ----------- | ---- | ---- |
| 1차예선 1회전 | 2001년 | 12월 24일 | 이희성 三단 | 최문용 三단 |      |      |
| 1차예선 1회전 | 2001년 | 12월 24일 | 김명완 五단 | 남치형 初단 |      |      |
| 1차예선 1회전 | 2001년 | 12월 24일 | 박영찬 二단 | 김선미 初단 |      |      |
| 1차예선 1회전 | 2001년 | 12월 24일 | 이다혜 初단 | 강승희 二단 |      |      |
| 1차예선 1회전 | 2001년 | 12월 24일 | 김주호 二단 | 김효정 二단 |      |      |
| 1차예선 2회전 | 2001년 | 12월 24일 | 김주호 三단 | 김명완 五단 |      |      |
| 1차예선 2회전 | 2001년 | 12월 24일 | 김영삼 五단 | 박영찬 二단 |      |      |
| 2차예선 1회전 | 2001년 | 12월 26일 | 조혜연 三단 | 정수현 九단 |      |      |
| 2차예선 결승  | 2001년 | 12월 28일 | 유재성 三단 | 최규병 九단 |      |      |
| 2차예선 결승  | 2001년 | 12월 28일 | 나종훈 四단 | 박영훈 二단 |      |      |

### 본선
| 대진        | 연도   | 대국일자  | 승자            | 패자            | 결과              | 기보 |
| ----------- | ------ | --------- | --------------- | --------------- | ----------------- | ---- |
| 승자 1회전  | 2002년 | 1월 2일   | 박승철 二단     | 최철한 四단     | 182수 백 불계승   |      |
| 승자 1회전  | 2002년 | 1월 2일   | 안영길 四단     | 김성래 二단     | 191수 백 불계승   |      |
| 승자 1회전  | 2002년 | 1월 16일  | 김영환 六단     | 김승준 七단     | 326수 흑 2집반승  |      |
| 승자 1회전  | 2002년 | 1월 16일  | 이상훈(大) 六단 | 양재호 九단     | 166수 흑 불계승   |      |
| 승자 1회전  | 2002년 | 1월 23일  | 이성재 六단     | 안달훈 四단     | 229수 백 6집반승  |      |
| 승자 1회전  | 2002년 | 1월 23일  | 장주주 九단     | 강만우 八단     | 99수 흑 불계승    |      |
| 승자 1회전  | 2002년 | 1월 25일  | 염정훈 四단     | 최명훈 八단     | 195수 흑 불계승   |      |
| 승자 1회전  | 2002년 | 1월 25일  | 김성룡 七단     | 유재성 二단     | 276수 백 15집반승 |      |
| 승자 2회전  | 2002년 | 2월 8일   | 이창호 九단     | 박승철 二단     | 270수 흑 반집승   |      |
| 승자 2회전  | 2002년 | 2월 8일   | 목진석 六단     | 김영환 六단     | 294수 백 13집반승 |      |
| 승자 2회전  | 2002년 | 2월 22일  | 이성재 六단     | 이상훈(小) 三단 | 239수 흑 1집반승  |      |
| 승자 2회전  | 2002년 | 2월 22일  | 안영길 四단     | 김강근 四단     | 220수 흑 5집반승  |      |
| 승자 2회전  | 2002년 | 3월 6일   | 나종훈 五단     | 김성룡 七단     | 337수 흑 9집반승  |      |
| 승자 2회전  | 2002년 | 3월 6일   | 염정훈 四단     | 이세돌 三단     | 243수 흑 불계승   |      |
| 승자 2회전  | 2002년 | 3월 20일  | 장주주 九단     | 이재웅 初단     | 200수 백 불계승   |      |
| 승자 2회전  | 2002년 | 3월 20일  | 서능욱 九단     | 이상훈(大) 七단 | 223수 흑 불계승   |      |
| 패자 1회전  | 2002년 | 4월 3일   | 이세돌 三단     | 이상훈(小) 三단 | 138수 백 불계승   |      |
| 패자 1회전  | 2002년 | 4월 12일  | 김성룡 七단     | 이재웅 初단     | 308수 흑 4집반승  |      |
| 패자 1회전  | 2002년 | 4월 24일  | 이상훈(大) 七단 | 김강근 四단     | 328수 백 2집반승  |      |
| 패자 1회전  | 2002년 | 5월 15일  | 김영환 六단     | 박승철 二단     | 184수 백 불계승   |      |
| 승자 3회전  | 2002년 | 4월 3일   | 서능욱 九단     | 이성재 七단     | 206수 백 불계승   |      |
| 승자 3회전  | 2002년 | 5월 15일  | 장주주 九단     | 목진석 六단     | 252수 흑 3집반승  |      |
| 승자 3회전  | 2002년 | 6월 15일  | 이창호 九단     | 나종훈 五단     | 270수 흑 6집반승  |      |
| 승자 3회전  | 2002년 | 6월 15일  | 안영길 四단     | 염정훈 四단     | 215수 흑 불계승   |      |
| 패자 2회전  | 2002년 | 4월 12일  | 김성룡 七단     | 이성재 七단     | 257수 백 1집반승  |      |
| 패자 2회전  | 2002년 | 7월 5일   | 염정훈 四단     | 김영환 六단     | 196수 백 불계승   |      |
| 패자 2회전  | 2002년 | 7월 5일   | 이상훈(大) 七단 | 나종훈 五단     | 311수 백 8집반승  |      |
| 패자 2회전  | 2002년 | 7월 24일  | 목진석 六단     | 이세돌 三단     | 84수 백 불계승    |      |
| 패자 3회전  | 2002년 | 7월 24일  | 김성룡 七단     | 염정훈 四단     | 171수 흑 불계승   |      |
| 패자 3회전  | 2002년 | 8월 7일   | 이상훈(大) 七단 | 목진석 六단     | 기권승            |      |
| 승자 준결승 | 2002년 | 8월 7일   | 이창호 九단     | 서능욱 九단     | 193수 흑 불계승   |      |
| 승자 준결승 | 2002년 | 9월 4일   | 장주주 九단     | 안영길 四단     | 167수 흑 불계승   |      |
| 패자 4회전  | 2002년 | 8월 21일  | 김성룡 七단     | 서능욱 九단     | 213수 흑 불계승   |      |
| 패자 4회전  | 2002년 | 9월 18일  | 이상훈(大) 七단 | 안영길 四단     | 184수 백 불계승   |      |
| 패자 준결승 | 2002년 | 9월 18일  | 이상훈(大) 七단 | 김성룡 七단     | 216수 백 5집반승  |      |
| 승자 결승   | 2002년 | 9월 27일  | 이창호 九단     | 장주주 九단     | 160수 흑 불계승   |      |
| 패자 결승   | 2002년 | 10월 4일  | 이상훈(大) 七단 | 장주주 九단     | 228수 백 불계승   |      |
| 결승 1국    | 2002년 | 10월 4일  | 이창호 九단     | 이상훈(大) 七단 | 169수 흑 불계승   |      |
| 결승 2국    | 2002년 | 10월 21일 | 이창호 九단     | 이상훈(大) 七단 | 159수 흑 불계승   |      |
| 결승 3국    | 2002년 | 10월 21일 | 이창호 九단     | 이상훈(大) 七단 | 168수 백 불계승   |      |

## TV 중계
- 녹화대국으로 KBS 위성 2TV에서 1월 6일 ~ 2월 24일까지 토요일 밤 1시 ~ 2시 30분에 방송되었다. 이후 3월 3일 ~ 11월 10일 KBS 코리아(구 KBS 프라임, 현 KBS N 라이프) 개국으로 채널이 변경되어 방송되었다.  대국순으로 대국일정으로 이후 녹화방송으로 방송일의 방송시간이 변경되었다. 진행은 남치형 初단, 노영하 九단 해설로 진행하였다. 결승 3국(최종국) 끝난 후 시상식에는 이성민 아나운서가 진행했고, 인터뷰(우승자,준우승자)의 소감만 밝혔다.

## 특이 사항
- 이창호 九단 통산 6회 우승, 큰 이상훈 七단의 준우승으로 본선 ~ 패자 결승전까지 모두 백을 쥐어 대국했다.
- 루이나이웨이의 남편 장주주 九단의 본선으로 승자 결승전에 진출했다.
- 우승자와 준우승자에게는 2003년 5월이 9월로 중국 사스로 인하여 연기되어 서울에서 열리는 15회 TV 바둑 아시아 선수권대회에 출전 자격을 얻게 되었다.

1. ↑  공배 메운 수까지 340수, 종반 전에서 흑이 흑몇점을 따내 이후였다.
2. ↑  공배 메운 수까지 307수
3. ↑  흑이 덤에 걸려 패해 탈락